# Estação Pedrero
A Estação Pedrero é uma das estações do Metrô de Santiago, situada em Santiago, entre a Estação San Joaquín e a Estação Mirador. Faz parte da Linha 5.
Foi inaugurada em 5 de abril de 1997. Localiza-se no cruzamento da Avenida Vicuña Mackenna com a Avenida Departamental. Atende as comunas de La Florida, Macul e San Joaquín.